# Club Patí Flix
El Club Patí Flix (CP FliX) és un club d'hoquei sobre patins de la ciutat de Flix, fundat l'any 1976. La seva millor època la visqué durant la dècada del 1990, on aconseguí l'ascens a la Divisió d'Honor estatal la temporada 1989-90 i hi participà durant deu anys de forma consecutiva. Destacà la quarta posició aconseguida les temporades 1992-93 i 1993-94. També, el club arribà a semifinals de la Copa de la CERS els anys 1993-94, 1994-95 i 1996-97 i fou subcampió de la Lliga catalana la temporada 1996-97. Entre d'altres jugadors, destaca Víctor Agramunt, internacional amb la selecció espanyola i catalana d'hoquei sobre patins.